# Texas-Klapperschlange

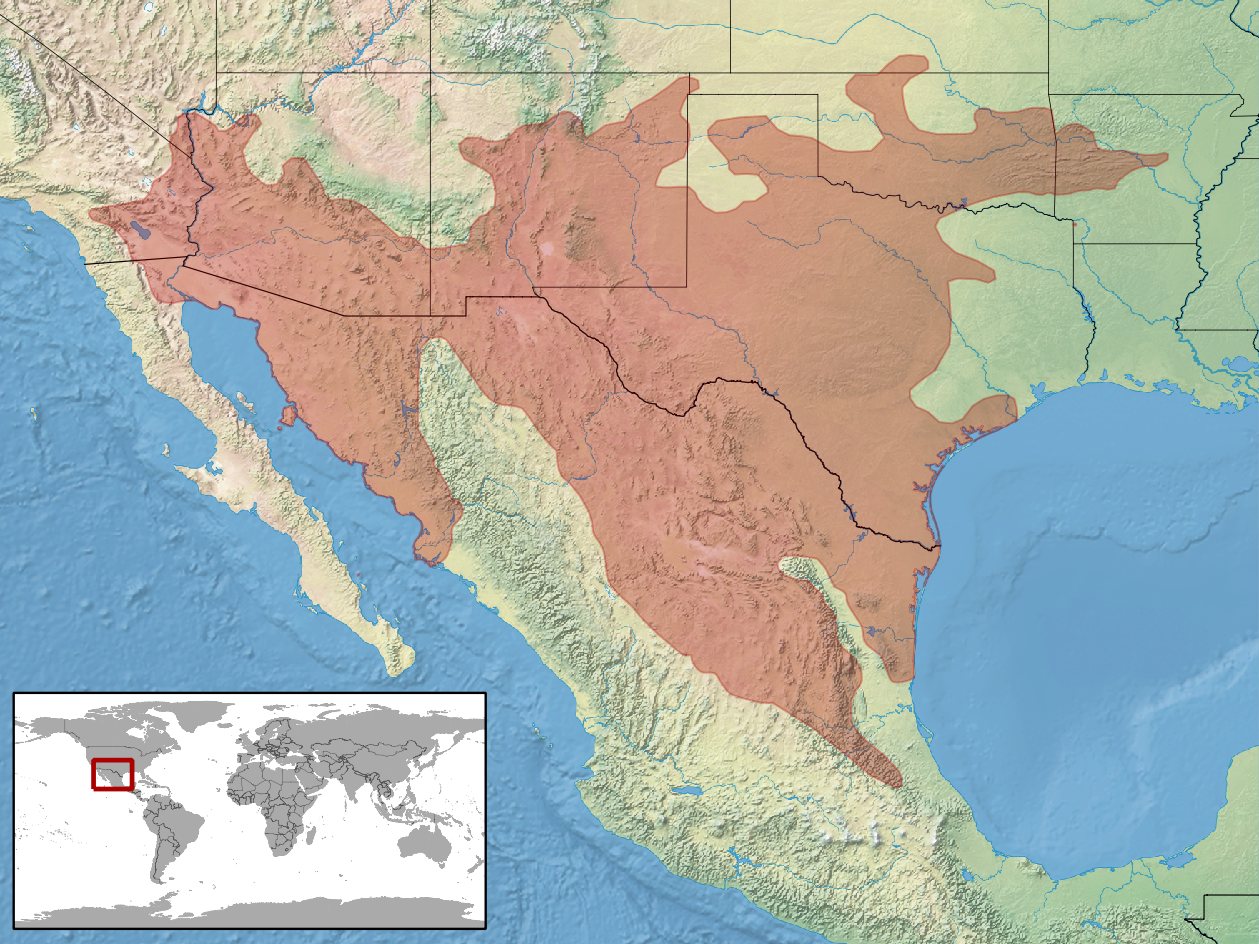
Verbreitungsgebiet

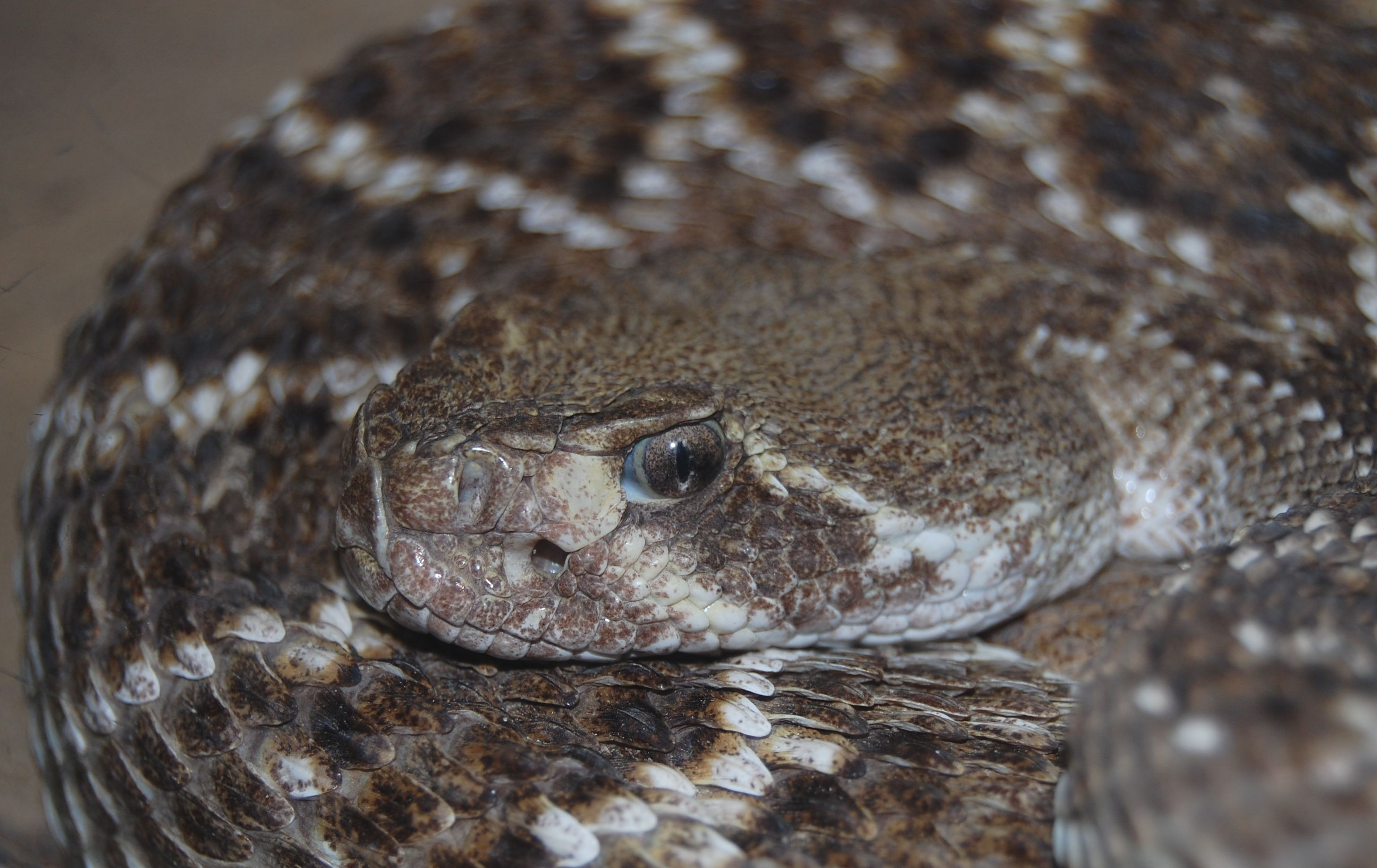
Texas-Klapperschlange (Crotalus atrox), Porträt

Die Texas-Klapperschlange, auch Westliche Diamant-Klapperschlange (Crotalus atrox) ist eine Art der Klapperschlangen, die im Südwesten der USA und Nord-Mexiko verbreitet ist. Sie ist mit einer Maximallänge von über zwei Metern neben der Diamant-Klapperschlange (C. adamanteus) eine der größten Klapperschlangenarten.

## Merkmale
Die Texasklapperschlange erreicht eine Körperlänge von 1,20 bis 1,80 Metern, in Ausnahmefällen überschreitet sie auch 2,00 Meter Körperlänge. Die Körperfarbe reicht von grau bis zu einem hellen rosafarben, gelblich-grau oder ziegelrot. Auf dem Rücken trägt sie rautenförmige Zeichnungselemente („Diamanten“), die allerdings meistens nur wenig dunkler als die Grundfärbung sind und häufig mit dieser verwischen. Die Flecken sind im Regelfall durch eine weiße Schuppenreihe abgegrenzt, diese kann jedoch fehlen oder unvollständig ausgebildet sein. An den Seiten befinden sich manchmal ebenfalls dunklere Flecken. Die Kopffärbung entspricht der Grundfärbung des Körpers, unterhalb des Auges zieht sich ein dunklerer Streifen bis in die Mundwinkel, manchmal mit zusätzlichen hellen Streifen ober- und unterseits. Der Schwanz weist als eines der Haupterkennungsmerkmale der Schlange vier bis sechs Schwarz-Weiß-Bänder auf, die jeweils etwa die gleiche Breite haben. Wie alle Klapperschlangen hat sie eine auffällige Schwanzrassel.

## Verbreitung und Lebensraum
Die Texas-Klapperschlange ist in den südwestlichen USA sowie in Nord-Mexiko von Baja California bis zum Golf von Mexiko in Texas beheimatet. Sie kann zudem auf einigen Inseln im Golf von Kalifornien gefunden werden.
Sie lebt vorwiegend in sehr trockenen Habitaten in Wäldern, Wüsten und Prärien. Diese Gebiete zeichnen sich durch eine sehr spärliche Vegetation und felsigen Boden aus. Im Regelfall lebt die Art im Tiefland, kann jedoch in einigen Gebieten auch in Höhen über 2.000 Metern gefunden werden. Auch in ausgetrockneten Flussbetten oder auf Straßen findet man diese Art recht häufig.

## Lebensweise
Wie die meisten anderen Arten der Klapperschlangen ist auch diese Art vorwiegend nacht- und dämmerungsaktiv und lebt ausschließlich auf dem Boden. Sie ernährt sich vor allem von Kleinsäugern, seltener auch von Eidechsen oder Vögeln, die sie mit ihrem Biss tötet.
Bei einer potentiellen Bedrohung versucht die Schlange zu fliehen oder verhält sich ruhig und vertraut auf ihre Tarnung. Wird die Bedrohung intensiver, kann die Schlange ihre Rassel zur Warnung einsetzen und dabei ein laut rasselndes Geräusch erzeugen. Danach folgt meistens bereits ein Verteidigungsbiss, der fast immer mit einer Giftinjektion verbunden ist.
Die lebendgebärenden Texas-Klapperschlangen bringen je Wurf zwischen sieben und 21 Jungschlangen zur Welt, die bei der Geburt bereits eine Länge von 30 bis 36 Zentimetern haben.

## Schlangengift
Als große Klapperschlange hat die Texas-Klapperschlange auch eine größere Giftmenge als alle anderen Arten der Gattung mit Ausnahme der Diamant-Klapperschlange. Das Gift greift die Blutzellen an und zerstört sie, außerdem führt es zu Gewebezerstörungen im Bereich der Bissstelle, die stark anschwillt. Wird der Biss nicht behandelt, kann er sehr schwere Folgen für den Patienten haben und sogar zum Tod führen. Aus dem Gift der Klapperschlange sind fünf verschiedene  metallhaltige Toxine isoliert worden, die ihre Aktivität durch Entfernung des Metalls durch Komplexierung mit EDTA verlieren.
Besonders für die Terrarienhaltung stehen Antivenine zur Verfügung, die unspezifisch bei Bissen von Klapperschlangen eingesetzt werden können. Ein bekanntes Präparat ist „CroFab (Crotalidae Polyvalent Immune) [Ovine]“.